# Regmatodontaceae
Regmatodontaceae là một họ rêu trong bộ Hypnales.